# Електрофореза
Електрофореза (од грчког "Ηλεκτροφόρηση" што значи "носити електроне") метод је који се између осталог користи у молекуларној биологији како би се раздвојили фрагменти ДНК молекула и утврдили њихове величине према величинама фрагмената које су унапред познате. Електрофорезом се мери кретање диспергованих честица у односу на флуид под утицајем просторно униформног електричног поља. Електрофореза позитивно наелектрисаних честица (катјона) се понекад назива катафореза, док се електрофореза негативно наелектрисаних честица (анјона) понекад назива анафорезом.

## Увод
Електрофореза, како само име наговештава, ради на принципу електричног поља у којем се ДНК молекул креће кроз смешу, и краћи ДНК фрагменти се крећу много брже од дужих фрагмената, јер је краћим фрагментима лакше да се крећу кроз смешу. Протеини се такође могу раздвојити на овај начин на основу њиховог наелектрисања и величине. Смеше које се користе за прављење могу бити од различитог материјала, али до сада се најбоље показала смеша, тј. гел направљен од агарозе.
Брзина кретања фрагмената кроз гел зависи од више фактора. Концентрација агарозе је један од фактора. Што је концентрација виша, кретање фрагмената, поготово великих фрагмената, је тежа. Сам облик ДНК фрагмената који се креће такође има утицај на брзину. На пример ДНК молекул може бити линеарни, спирално увијен у круг или линеарни са мањим оштећењима. Сваки од ових облика има другачију брзину кретања, спирално увијени је најбржи, док је линеарни најспорији. Присуство етидијум бромида (EtBr) може да успори кретање ДНК молекула јер EtBr има ту особину да може да разреши ДНК молекул при самом кретању. Такође и напон (електрично поље) који се користи има утицај на кретање, на пример најмање могуће поље је око 5-8 V/cm.

## Примена
Смер кретања честице зависи од поларности њеног набоја, а брзина кретања повећава се са бројем набоја и јачином електричнога поља, док опада са порастом величине честице. Електрофоретска анализа биолошких макромолекула, као што су нуклеинске киселине и беланчевине, изводи се на агарозним и полиакриламидним геловима различите порозности, која се одређује према величини честица. Након бојења, имунске реакције или радиоактивног обележавања, те фотографског снимања гела, добија се слика или графички приказ који се зове електрофорезограм.
У савременој пракси, електрофореза је рутински и незаменљиви метод анализе серумских и ткивних беланчевина, у одређивању чистоће припреме нуклеинских киселина и у секвенцирању нуклеотида у нуклеинским киселинама. Једна од варијанти електрофорезе је изоелектрично фокусирање.
Електрофореза се изводи у условима који омогућавају природну конформацију макромолекула након потпуне денатурације. Комбинацијом тих метода на истом гелу добија се дводимензионална електрофореза, која, само на једном електрофоретограму, може открити више хиљада беланчевина или се могу регистровати оне које недостају.

## Теоретске основе
Суспендоване честице имају површински електрични набој, који је под снажним утицајем површине адсорбоване врсте, на коју спољашње електрично поље усмерава електростатичне Кулонове силе. Према теорији о двослојности, сви површински набоји течности су контролисани дифузним слојем јона, који има исто апсолутно пуњење, али је супротног предзнака у односу на површински набој. Електрично поље такође испољава силе на јоне у дифузном слоју, које имају супротни смер од оног на површински набој. Ова потоња сила заправо се не примењује на честице, него на јоне у дифузном слоју, који се налазе на одређеној удаљености од површине честица, а део се преноси све до површине честица, путем вискозног стреса. Овај део силе се такође означава као снага електрофоретског заостајања.
Када се примењује електрично поље и када се анализирају наелектрисане честице у стабилном кретању кроз дифузни слој, укупна резултирајућа сила је нула:
{\displaystyle F_{tot}=0=F_{el}+F_{f}+F_{ret}}
С обзиром на отпор за кретање честица због вискозности дисперзанта, у случају ниског Рејнолдсовог броја и умерене снаге електричног поља E, брзина дрифта диспергираних честица v је једноставно пропорционална примењеном пољу, што електрофоретску мобилност μe дефинише као:
{\displaystyle \mu _{e}={v \over E}.}
Најпознатију и нашироко кориштену теорију електрофорезе развио је Смолуховски, 1903.
{\displaystyle \mu _{e}={\frac {\varepsilon _{r}\varepsilon _{0}\zeta }{\eta }}},
где је  = диелектрична константа медијума дисперзије, ε0 = диелектрична константа слободног простора,  = динамичка вискозност дисперзијског медијума (Pa&nbsp;s), и ζ = зета потенцијал (односно електрокинетички потенцијал клизајуће површине у двоструком слоју).
Теорија Смолуховског је врло моћна, јер важи за дисперговане честице било којег облика, у било којој концентрацији. Нажалост, она има ограничења ваљаности, јер, на пример, чињеница је да не укључује Дебајеву дужину κ−1. Међутим, Дебајева дужина мора бити важна за електрофорезу, као што се види на приложеној слици. Повећање дебљине двоструког слоја (ДЛ) доводи до уклањања тачке заостајања снаге даље од површине честице. Када је ДЛ дебљи, мора бити мања сила ретардације. Детаљна теоријска анализа показала је да је теорија Смолуховског важећа само за довољно танке двоструке слојеве, када је радијус честица a много већи од Дебајеве дужине:
{\displaystyle a\kappa \gg 1}.
Овај модел „танког двоструког слоја” нуди огромне могућности поједностављења, не само за теорију електрофорезе, већ и за многе друге електрокинетичке теорије. Овај модел је важећи за већину водених система, где је Дебајева дужина обично само неколико нанометара. То не вреди само за наноколоиде у раствору са јонском јачином близу водене.
Теорија Смолуховског такође занемарује допринос површинске проводљивости. У модерној теорији то се испољава као услов малог Духиновог броја:
{\displaystyle Du\ll 1}
У настојању да се прошири опсег важења електрофоретске теорије, узет је у обзир супротни асимптотски случај, када је Дебајева дужина већа од радијуса честице:
{\displaystyle a\kappa <\!\,1}.
У овим околностима „дебелог двоструког слоја”, Хикел предвиђа следеће везе за електрофоретску мобилност:
{\displaystyle \mu _{e}={\frac {2\varepsilon _{r}\varepsilon _{0}\zeta }{3\eta }}}.
Овај модел је употребљив за неке наночестице и неполарне течности, где је Дебајева дужина много већа него у уобичајеним случајевима.
Постоји неколико аналитичких теорија које укључују површинску проводљивост и елиминишу ограничења малог Духиног броја, а пионири су били Овербик и Бут. Модерне, ригорозне теорије вреде за било који зета потенцијал и често било који аκ произлазе углавном из Духин-Семенихинове теорије.
У ограничењу танког двоструког слоја, ове теорије потврђују нумеричко решење проблема О’Брајена i Вајта.

## Материјал
Материјал потребан за електрофорезу:
- ДНК фрагменти који ће се анализирати
- Супстанца звана ДНК мердевине која се састоји од смеша ДНК фрагмената познатих величина. ДНК фрагменте који нас интересују када се раздвоје можемо да упоредимо са мердевинама, јер знамо већ унапред њихову величину.
- Пуфер који се обично користи је ТБЕ 0,5x, pH 8,0
- Агароза
- Етидијум бромид (5,25 mg/ml у )
- Маркер који садржи боју, као што је бромофенол плава, која омогућава да пратимо кретање ДНК фрагмената
- Пластична посуда за електрофорезу
- Чешаљ који пре него што се агароза стврдне ставимо у смешу и кад се агароза стврдне, чешаљ извадимо, и остану нам џепови у које стављамо ДНК фрагменте које желимо да анализирамо.

## Прављење гела
- Направити 0,8% смешу од агарозе у 0,5x TBE. Ово се може припремити тако што се измери 24g агарозе и томе се дода 30 ml 0,5x TBE раствора.
- Ову течну смешу грејати у микроталасној пећници док не прокључа и док течност не постане потпуно бистра.
- Кад је течност потпуно бистра оставити да се мало расхлади до 60 °C на собној температури. Притом мешати раствор док се хлади.
- Додати 1 ml Етидијум Брома на сваких 10 ml раствора. Етидијум Бромид је мутаген и зато је неопходно ношење нитрилских рукавица.
- Кад је раствор довољно расхлађен, да не буде превише врућ, течност сипати у пластичну посуду за електрофорезу.
- Ставити чешаљ на око 5-10 mm од врха смеше.
- Када се смеша довољно расхлади, отприлике после 30 до 40 минута, агароза се стврдне и смеша постане гел, тј желатинаста смеша, која је довољно флексибилна а и довољно стврднута да се сам гел не распадне. Извадити чешаљ.
- У први џеп, који је направљен захваљујући чешљу се увек ставља ДНК мердевина, а у остале ДНК фрагменти које желимо да анализирамо.

## Кретање
ДНК молекули се крећу у електричном пољу насталом доводом напона. Како је ДНК молекул, па самим тим и фрагменти, негативно наелектрисан, он се креће од негативно наелектрисане катоде ка позитивно наелектрисаној аноди. И при том кретању се фрагменти према својој величини раздвајају.

## Резултат
Као крајњи продукт имамо гел са раздвојеним фрагментима, као што је на слици лево. У првој и последњој колони можемо да видимо мердевине које садрже различите величине и помоћу којих можемо да упоредимо фрагменте у средини. Боја бромофенол плава је успела да се надовеже на ДНК фрагменте и помоћу ово боје је уопште и могуће сада видети фрагменте и колико далеко су се кретали од џепова.